# Антирадар
Антирадар — активное устройство, созданное для генерирования мощных помех в определённых диапазонах радиочастот или модулирования ложного ответного сигнала, по мощности превосходящего оригинальный от пеленгующего радара. Фактически он является системой активной постановки помех — радиоэлектронного подавления, РЭП. Уровень излучения у такого прибора крайне велик и очень опасен для здоровья окружающих.
Подавление радиолокационных сигналов — это форма электронных средств противодействия, которая намеренно посылает радиочастотные сигналы, чтобы помешать работе радара, насыщая его приёмник шумом, помехами или ложной информацией.
Существует два основных класса радиолокационных помех: механические и электронные. Механическое подавление заключается в отражении радиосигналов противника различными способами, чтобы передать оператору РЛС ложные или вводящие в заблуждение сигналы цели. Электронное подавление работает путем передачи дополнительных радиосигналов в сторону приемников противника, что затрудняет обнаружение сигналов реальных целей или использования известного поведения автоматизированных систем, таких как захват радара, чтобы сбить систему с толку.
Различные контрмеры иногда могут помочь операторам радаров сохранить обнаружение цели, несмотря на помехи.

## Конструктивные особенности антирадаров для автомобилей
Простейшие антирадары устанавливаются за ветровым стеклом, на салонном зеркале заднего вида или в салоне автомобиля, подключаются к бортовой сети (12 вольт) через прикуриватель. Более сложные несъёмные модели для установки требуют привлечения специалистов. Эти приборы классифицируются:
- По исполнению: встраиваемые и невстраиваемые;
- По контролируемым диапазонам частот, на которых работают полицейские радары: — Х, Ku, K, Ka, Laser;
- По режиму работы радара: — OEM, Ultra-X, Ultra-K (K-Pulse)/(Smartscan™), Instant-On, POP™, HYPER-X™, HYPER-K™;
- По углу охвата (в градусах): — все направления, встречное, попутное.

(Приборы с широтой срабатывания 360° позволяют обнаружить радары, контролирующие скорость под углом к направлению движения и на удаляющихся автомобилях.)
- По возможности привязки к координатам GPS, Глонасс.

Радар-детекторы могут реагировать на помехи, создаваемые линиями электропередачи, электрическим транспортом (трамвай, троллейбус, электровозы), поэтому во многие модели встраивается защита от ложного срабатывания.
Конструктивная особенность «глушение сигнала радара» или искажение определяемой полицейским радаром скорости автомобиля-нарушителя, которая действительно делает его «антирадаром», запрещена во всех странах. Кроме того, некоторые радар-детекторы могут обнаруживать лазерные измерители скорости (лидары), а также системы VG-2 (приборы, обнаруживающие радар-детекторы).
Популярный у российской автоинспекции комплекс видеофиксации правонарушений «СТРЕЛКА-СТ» в 2010—2012 годах не определялся большинством детекторов радаров. В 2012 году в продаже было всего несколько моделей (такая функциональность была заявлена у всех производителей). Сегодня уже нет ни одного радар-детектора, который был бы не способен заблаговременно предупреждать о «СТРЕЛКА-СТ» и «СТРЕЛКА-М».
В конце лета 2017 года на просторах РФ появился новейший мобильный измеритель скорости на колесной базе, под названием «ОСКОН-СМ», который пока определяется уверенно буквально немногими приборами.

## Комбо-устройства или гибриды
В 2014 году в продаже появились гибридные модели, или, как их ещё принято называть, «КОМБО модели», объединяющие видеорегистратор и радар-детектор на программном уровне. Это решение улучшило функциональность и удобство использования обеих частей гибрида. Но ввиду наводки микросхем видеорегистратора на рупорную антенну радар-детектора дальность приёма у таких приборов, объединяющих в одном корпусе радар-детектор и видеорегистратор, существенно хуже, нежели у традиционного радар-детектора.

## Законодательные особенности применения антирадаров и радар-детекторов
Применение радар-детекторов и антирадаров может регулироваться законодательством.
В некоторых государствах и федеральных объединениях местные законы запрещают использование лазер/радар-детекторов.
- Австрия: использование запрещено. Нарушители подвергаются денежному штрафу, а прибор изымается.
- Азербайджан: антирадары запрещены, запрета на использование радар-детектора нет.
- Албания: не существует запрета на провоз и использование.
- Беларусь: Антирадары в Беларуси вне закона. А вот против радар-детекторов ГАИ ничего не имеет, считая их даже в некоторой степени полезными для дорожной безопасности[1].
- Бельгия: запрещено производство, ввоз, владение, предложение в продажу, продажа и бесплатное распространение оборудования, которое показывает наличие приборов, контролирующих движение и мешает их функционированию. Нарушение грозит заключением в тюрьму от 15 дней до 3 месяцев, или взимается денежный штраф. В случае повторного нарушения денежный штраф удваивается. В любом случае прибор изымается и уничтожается.
- Болгария: не существует общего запрета. Использование разрешено, если это не мешает измерению скорости.
- Венгрия: запрещено владение, использование во время движения и реклама радар-детекторов. При нарушении грозит денежный штраф и изъятие прибора.
- Дания: запрещено оснащение автомобиля оборудованием или отдельными частями, настроенными на получение электромагнитных волн от приборов полиции, настроенных на контролирование скорости или мешающих работе этих приборов. Нарушение облагается денежным штрафом.
- Испания: запрещено использование.
- Латвия: использование запрещено. При продаже нет ограничений. Однако при обнаружении налагается денежный штраф (55 Евро), оборудование изымается.
- Литва: использование запрещено. Возможно взимание денежного штрафа и изъятие оборудования.
- Люксембург: возможно заключение в тюрьму от 3 дней до 8 лет, а также взимание денежного штрафа и изъятие оборудования.
- Нидерланды: нет запрета на использование.
- Норвегия: нет запрета на использование, но есть некоторые незначительные ограничения.
- Польша: запрещено использование и провоз в действующем состоянии. Провоз допускается только тогда, когда прибор признан непригодным к использованию (например, запакованный). При нарушении взимается денежный штраф.
- Румыния: не существует запрета на использование. Это положение обсуждается.
- Россия На всей территории использование радар-детекторов не запрещено. Однако антирадары в России подпадают под статью 13.3 КоАП РФ, а следовательно запрещены.[2]
- Турция: не существует запрета на использование.
- Украина На всей территории использование радар-детекторов не запрещено.
- Финляндия: полиция использует на штатных и внештатных машинах для отлова нарушителей. 95 % радаров основаны на Ka-диапазоне, но иногда используются и диапазон K, и крайне редко лазерные. Радаров, основанных на диапазоне X и Ku, нет. Также в Финляндии на новых трассах иногда используют ловушки типа Gatso, но это не радары, использующие радиоволны, а GPS-пеленгаторы[прояснить], использующие датчики, установленные на разделительной полосе дороги. Для отслеживания таких приборов нужны детекторы другого типа[какого?].
- Франция: денежному штрафу подлежат предложение в продажу, ввоз, приобретение, продажа, установка, использование и провоз приборов, которые показывают наличие радаров. Затем изымается прибор и автомобиль, в котором он находится.
- Чехия: нет запрета на использование. Это положение до сих пор обсуждается.
- Швейцария: денежному штрафу подлежат предложение в продажу, ввоз, приобретение, продажа, установка, использование и провоз приборов, которые показывают наличие радаров. Затем изымается прибор и автомобиль, в котором он находится.
- Швеция: существует запрет на производство, передачу, владение и применение. Нарушение грозит изъятием прибора, денежным штрафом или заключение в тюрьму до 6 месяцев.
- Германия: в этом отношении одна из самых лояльных стран. Полицией неоднократно проводились специальные акции, по итогам которых автолюбителям дарили радар-детекторы. В целях безопасности дорожные службы установили на наиболее опасных участках дорог так называемые «ложные радары» — устройства, имитирующие сигнал дорожного радара. При срабатывании радар-детектора водитель снижает скорость, что соответственно снижает аварийность. С 2002 года использование запрещено. При продаже либо владении нет ограничений. Однако при обнаружении установленного и готового к работе прибора налагается денежный штраф (75 Евро) и один пункт в штрафном регистре, при этом оборудование конфискуется.
- Эстония: Радар-детекторы и антирадары запрещены. Штраф достигает 400 евро, а прибор изымается. Практически все экипажи полиции оборудованы обнаружителями антирадаров и радар-детекторов. Так в 2012 году был установлен рекорд последних лет: тогда в Эстонии было выявлено 628 антирадаров, в основном — у приезжих иностранцев.[3]

Наличие радар-детектора в автомобиле иногда позволяет избегать неприятных контактов с инспекторами дорожной службы и может положительно влиять на самодисциплину водителей, тем самым повышая безопасность движения.
Инспекторы ДПС, зная, что водители часто возят в машине радар-детектор, применяют другую тактику «охоты» на нарушителей ПДД. Полицейский прячется в «засаде» и включает свой радар только на очень короткое время, «в лоб» приближающемуся автомобилю. У водителя-нарушителя нет шансов заблаговременно снизить скорость, дабы избежать наказания. Но водитель может остановиться (дальность действия радара 300 метров) и постоять 10 минут: через этот интервал показания прибора автоматически обнуляются, к тому же сотруднику полиции сложно будет доказать, что на его приборе скорость именно конкретно этого водителя. Тем не менее, такая тактика перестала быть эффективной после того, как  радары ГИБДД стали оснащаться устройствами фото- или видеофиксации, в результате чего фото или видео действий водителя будут в полицейской базе.